# Walchsee
Walchsee est une commune autrichienne du district de Kufstein dans le Tyrol.

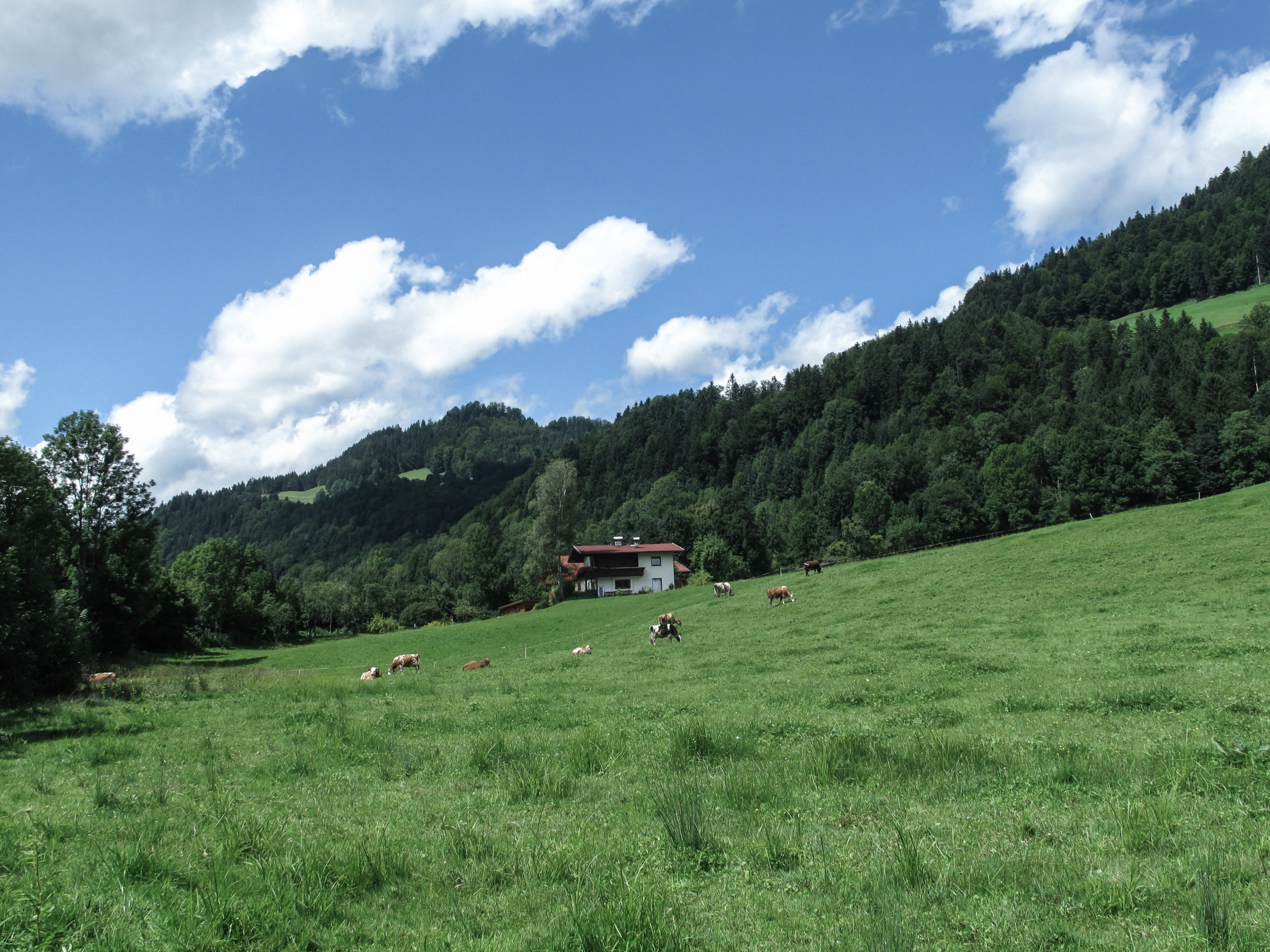
Panorama entre Walchsee et Rettenschoss.

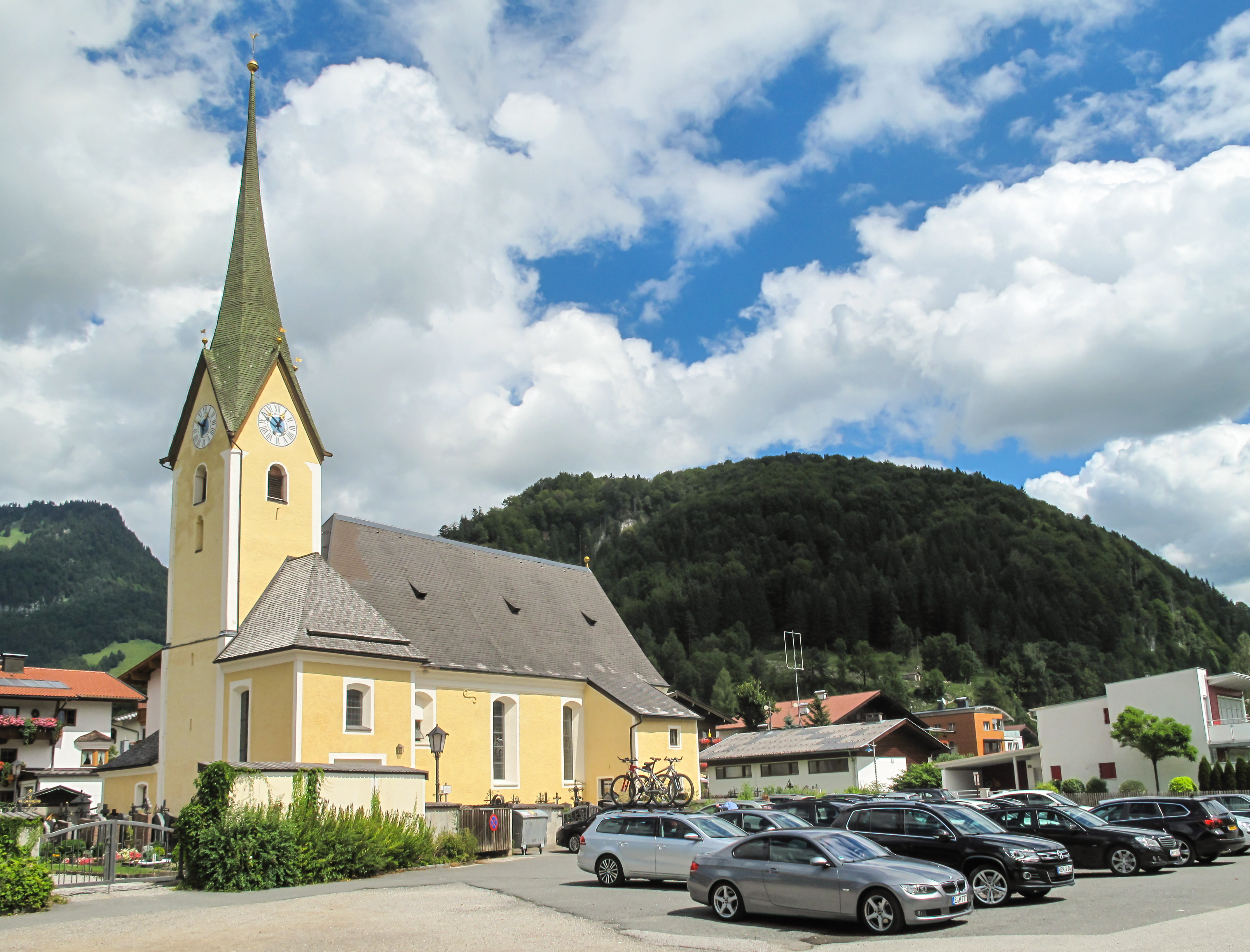
Église : Pfarrkirche Sankt Johannes der Täufer.